# Břetislav Bakala
Břetislav Bakala (ur. 12 lutego 1897 we Fryštáku, zm. 1 kwietnia 1958 w Brnie) – czeski dyrygent, pianista i kompozytor.

## Życiorys
Początkowo studiował w konserwatorium w Brnie u Františka Neumanna (dyrygentura), Leoša Janáčka (kompozycja) i Viléma Kurza (fortepian). W latach 1922–1923 był uczniem Leoša Janáčka w mistrzowskiej klasie kompozycji w Konserwatorium Praskim. Od 1925 do 1926 roku przebywał w Filadelfii, gdzie działał jako dyrygent. W latach 1926–1955 był dyrygentem, a od 1935 roku również pianistą radiowej orkiestry symfonicznej w Brnie. Od 1929 do 1931 roku dyrygował orkiestrą brneńskiej opery. W latach 1951–1958 wykładał dyrygenturę w Akademii Sztuk Scenicznych im. Leoša Janáčka w Brnie. Od 1956 roku był również dyrygentem brneńskiej filharmonii. W 1955 i 1956 roku występował w Warszawie.
Skomponował m.in. Scherzo na orkiestrę i Fantazję na kwartet smyczkowy, ponadto był autorem utworów chóralnych i pieśni.